# Весёлый Подол (Костанайская область)
Весёлый Подол (каз. Веселый Подол) — село в Сарыкольском районе Костанайской области Казахстана. Административный центр Веселоподольского сельского округа. Находится примерно в 35 километрах к северо-востоку от районного центра, посёлка Сарыколь. Код КАТО — 396235100.

## Население
В 1999 году население села составляло 1328 человек (654 мужчины и 674 женщины). По данным переписи 2009 года, в селе проживало 1068 человек (510 мужчин и 558 женщин).